# Stadionul Municipal (Brăila)
El Estadio Municipal (en rumano: Stadionul Municipal) es un estadio multiusos de la ciudad de Brăila, Rumania. El estadio tiene una capacidad para 20.000 espectadores y sirve, principalmente, para la práctica del fútbol. En el estadio disputa sus partidos como local el CF Brăila. El Estadio Municipal es un estadio utilizado no sólo para el fútbol, sino también para otros deportes, pero lo más interesante es que el estadio también puede organizar carreras de dirt track, siendo la única pista de dirt track de Rumanía.

## Historia
El estadio fue inaugurado el 21 de agosto de 1974 y construido sobre el antiguo estadio Vasile Roaită de Brăila, que sólo constaba de una grada. Inicialmente la capacidad del estadio era de 30.000 asientos, pero después de varias mejoras y la instalación de asientos, la capacidad disminuyó a 25.000 en 2008 y posteriormente, en 2008, tras la instalación de 8.000 asientos en las tribunas I y II, el aforo se redujo a 20.000 localidades. En 2012, se sustituyeron los asientos de la Tribuna I y se instalaron 2.694 nuevos asientos con los colores azul y blanco.

### Construcción
El viejo estadio Vasile Roiata fue demolido entre diciembre de 1970 y febrero de 1971, también CF Brăila se trasladó al Progresul Stadium durante la construcción. La construcción del nuevo estadio se llevó a cabo durante 4 años y el 21 de agosto de 1974 se inauguró.

## Características
El campo está cubierto de hierba natural y mide 105 metros x 74 metros. Tiene dos tribunas y dos graderíos con una capacidad total de 20.194 asientos. El estadio cuenta con 4 vestuarios y un palco de árbitros.
El Estadio Municipal está catalogado como Estadio de categoría 2 por la UEFA. Tiene una capacidad para 20.154 espectadores. Cuenta con 200 palcos VIP, además de 20 plazas para la prensa y un parking con capacidad para 50 vehículos. El estadio cuenta con 1.038 asientos cubiertos y 21 entradas.

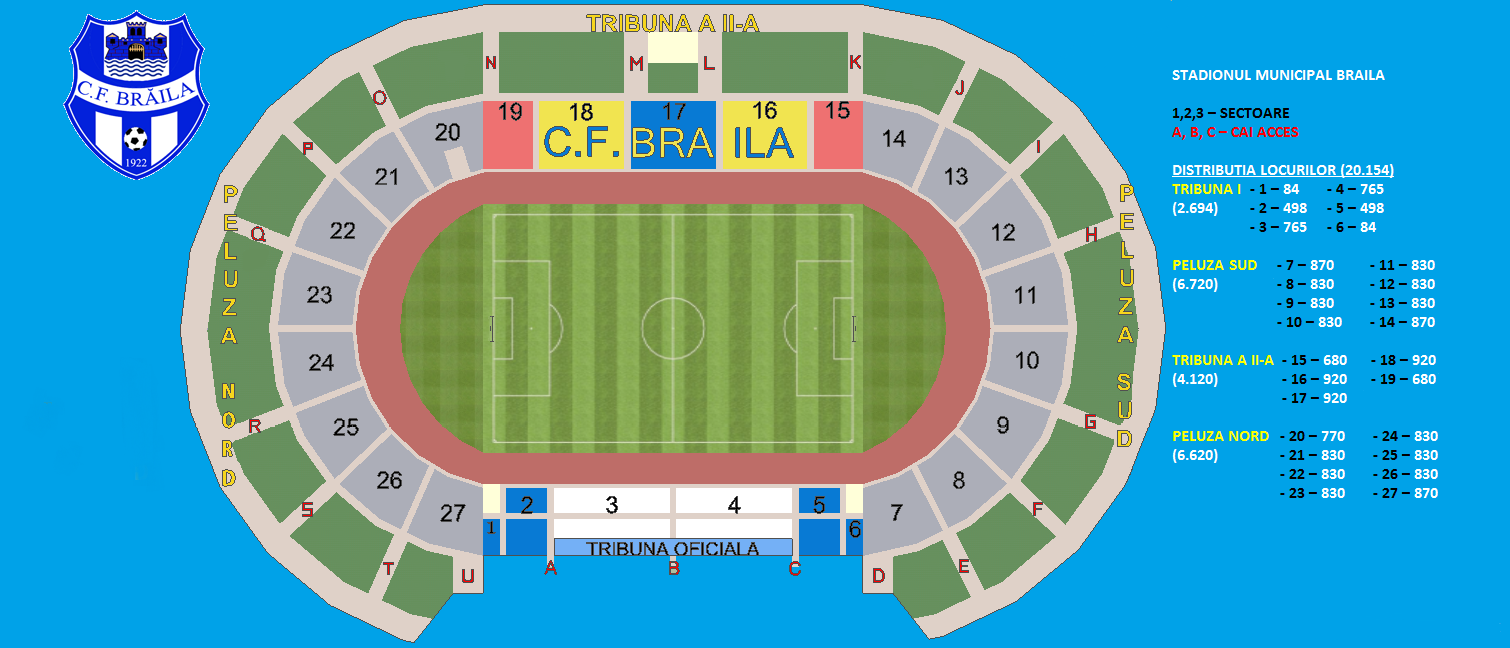
plan de estadio

## Uso
En el Estadio Municipal se celebran competiciones de fútbol, como la Liga II y la Cupa Romaniei, y de motociclismo, como el Campeonato Europeo de Velocidad (ronda clasificatoria 3).

## Partidos de gran audiencia
La mayor audiencia para un partido de fútbol se alcanzó en el encuentro entre el Dacia Unirea Brăila rumano y el FC Dinamo București rumano, celebrado el 1 de diciembre de 2004, que congregó a 30.000 personas en el estadio. La segunda mayor audiencia se alcanzó en un partido de la Liga I celebrado el 15 de marzo de 1992. El partido entre el equipo local, el Dacia Unirea Brăila rumano y el FC Steaua București rumano, congregó a 25.000 personas.

## Transporte
El estadio está situado al suroeste de Brăila y dispone de transporte público con autobuses y tranvías.